# Фалкенштајн (Харц)
Фалкенштајн (њем. Falkenstein/Harz) град је у њемачкој савезној држави Саксонија-Анхалт. Једно је од 20 општинских средишта округа Харц. Према процјени из 2010. у граду је живјело 5.942 становника. Посједује регионалну шифру (AGS) 15085110.

## Географски и демографски подаци
Фалкенштајн се налази у савезној држави Саксонија-Анхалт у округу Харц. Град се налази на надморској висини од 250 метара. Површина општине износи 103,0 km². У самом граду је, према процјени из 2010. године, живјело 5.942 становника. Просјечна густина становништва износи 58 становника/km².